# Romeo no aoi sora
Romeo no aoi sora (ロミオの青い空, Romio no aoi sora, ou en anglais : Romeo's Blue Skies - littéralement « Le Ciel bleu de Roméo ») est une série télévisée japonaise de 33 épisodes, pour une durée de 24 minutes chacun. La série était diffusée du 15 janvier au 17 décembre 1995. La série a été créée par Kōzō Kusuba, écrite par Michiru Shimada, avec les musiques de Taku Iwasaki, et produite par la société d'animation japonaise Nippon Animation. Elle fait partie du projet de la World Masterpiece Theater.
Cette série est inspirée du livre Les Frères noirs par Lisa Tetzner.

## Synopsis
L'histoire commence avec un jeune garçon prénommé Roméo, qui vit avec sa famille dans la frontière italo-suisse. Un jour, un concours est organisé dans le village de Roméo, faisant ainsi de lui le « héros » de son village. Ce n'est pas bien tard que quand il atteint le sommet pour toucher le haut de la barre qu'il montait, il voit le champ de blé de son père brûler. Le champ a été brûlé par Luini, surnommé « le dieu de la mort », un homme à la recherche d'enfants à vendre pour travailler à Milan comme ramoneur. Cette action a pour but de provoquer la vente de Roméo à lui, mais c'est Roméo qui va se vendre lui-même pour aider son père qui était devenu aveugle. Par sa vente à Luini, il s'est procuré un médecin dont celui-ci pourra soigner la cécité de son père.
Roméo est donc vendu et part donc avec Luini. Mais c'est sans compter qu'il l'abandonne en chemin et lui ordonne d'aller à Milan de ses propres moyens. Pendant le trajet vers Milan, il rencontre un certain Alfredo, un autre garçon avec le même destin que lui, qui l'aidera à prouver qu'il n'avait pas volé de pommes dans un petit village pas très loin du sien. Au début de la rencontre, Alfredo essaye d'éviter Roméo, le laissant donc sans réponse avec ses questions. Mais juste une simple pomme pourra faire changer d'avis Alfredo et c'est ainsi qu'ils font connaissance durant leur trajet vers Milan.
Arrivés à l'auberge où ils devaient aller, Roméo et Alfredo arrivent « en retard » et se font donc enfermer dans une salle sombre. Dans cette salle, se trouve également d'autres enfants… dans la même situation que les deux garçons. Dans ces enfants se trouve un garçon, Dante. Roméo avait fait connaissance avec lui avant de venir à l'auberge. Ensemble, avec les autres, ils essayeront de trouver un plan d'évasion. Mais leur évasion de l'auberge tombe très vite à l'eau : Luini prend en otage un enfant qui était lui aussi dans l'évasion. Pour éviter de le tuer, les enfants sont ordonnés de monter dans une barque, direction Milan.
Durant cette expédition en mer, avec la pluie tombante, Luini et les enfants échouent. Roméo et Alfredo en sortiront indemne, mais sauveront tout de même Luini qui était en train de se noyer. Retour à la surface, Luini ne croit pas du tout que ce sont Roméo et Alfredo qu'il l'a sauvé, tandis que les deux amis promettent d'aller seuls à Milan, quel qu'en soit la situation. Luini craque et les emmène, malgré le sauvetage, à Milan.
Arrivés à la ville, les acheteurs se plaignent qu'il n'y a que deux garçons à vendre, mais les ventes seront bonnes. Marcello, un des acheteurs, achète Roméo, tandis qu'Alfredo se fait acheter par Citron. Très vite, les garçons se prêtent serment de ne jamais se séparer, quelle qu'en soit la distance, la situation ou l'état de santé.
Roméo arrive donc chez Marcello, celui qui l'a acheté, qui essaye de le respecter malgré son achat. Mais l'accueil n'est pas non plus très chaleureux chez Mr. Rossi : la femme de Marcello, Edda, se sert de lui comme domestique (les corvées par exemple) et Anselmo, leur fils, qui ne lui cherchera que des ennuis. Marcello et Roméo feront bien connaissance, aussi bien qu'ils iront travailler ensemble dans les rues de Milan en criant « Spazza camino! ».
Alfredo, lui, se fait maltraiter par Citron, celui qui l'a acheté. Il le considère plus comme son domestique que son ramoneur. De fait de sa maltraitance et de son alimentation insuffisante, Alfredo tombe malheureusement malade, mais essaye tout de même de le cacher.
Roméo et Alfredo se retrouvent donc un jour avec d'autres ramoneurs, comme eux, pour former un nouveau groupe, les Black Brothers, pour vaincre l'autre groupe (dont fait partie Anselmo, le fils de Marcello et d'Edda), le Wolf Pack. Nikita se rapproche alors des Black Brothers pour engendrer quelques « guerres » (qui ressemblent plutôt à de grandes bagarres).  
Chez Roméo (dans la maison des Rossi), une fille qu'il surnomme « l'ange de la nuit » reste enfermée dans sa chambre à cause de sa maladie. Roméo fera connaissance avec Angeletta, la fille qui lance sa boîte à musique dès qu'il fait nuit. Un jour, Roméo reçoit une lettre d'Angeletta qui lui révèle son prénom, puis qui lui demande le sien en retour. Problème : Roméo ne sait malheureusement pas lire. Il apprend donc à lire et à écrire par le biais de son professeur, le professeur Casella. 
A côté de tout ce bonheur, l'état de santé d'Alfredo empire. Nikita (une des membres du Wolf Pack) comprend alors, en voyant Alfredo cracher du sang, qu'il allait mourir comme le père du leader du Wolf Pack, Giovanni. Pendant l'hiver, la maladie d'Alfredo n'est plus cachée : Alfredo avoue qu'il a la tuberculose et en meurt dans les bras de Roméo, dans une église.
Successivement, après la mort d'Alfredo, Roméo tombe rapidement en dépression. Mais avec les encouragements des Black Brothers et de la sœur d'Alfredo, BIanca, il reprend surface et accepte de devenir le nouveau leader des Black Brothers.
La première chose qu'il effectue en tant que nouveau leader est de commencer un financement pour les funérailles d'Alfredo, ce qui sera un réel succès. 
Nous arrivons à la fin de l'année. Alfredo est mort, mais Bianca, la sœur d'Alfredo, reste en contact avec Roméo et promet de la retrouver quand ils auront grandi. Roméo rentre donc au village de Sonogno pour retrouver sa famille.
Dix ans après son travail en tant que ramoneur à Milan, Roméo a réalisé son rêve : il est devenu enseignant d'école. Roméo et Bianca se sont retrouvés et se sont mariés, pour donner vie à leur premier enfant, qu'ils appelleront Alfredo.

## Fiche technique
- Titre original : Romeo no aoi sora (ロミオの青い空?), littéralement en anglais « Romeo's Blue Skies »
- Titre anglais officiellement donné par la Nippon Animation : Romeo and the Black Brothers
- Titre français littéral : Les ciels bleus de Roméo
- Autres titres : Die Schwarzen Brüder ( Allemagne), Il cielo azzuro di Romeo ( Italie), Mga Munting Pangarap ni Romeo ( Philippines), عهد الأصدقاء (arabe), 羅密歐的藍天 (chinois traditionnel), 罗密欧的蓝天 (chinois simplifié)
- Réalisateur : Kōzō Kusuba
- Producteur : Suzuki Yoshihiro
- Scénariste : Michiru Shimada
- Musique : Taku Iwasaki
  - Générique de début : Sora e… (空へ・・・?) par Hiroko Kasahara
  - Générique de fin : Si Si Ciao: Romana no Oka de (Si Si Ciao ～ロマナの丘で～?) par Hiroko Kasahara
- Production : Nippon Animation
- Pays d'origine :  Japon
- Langue originale : japonais
- Nombre d'épisodes : 33
- Durée d'épisode : 24 minutes
- Date de première diffusion :  15 janvier - 17 décembre 1995

## Personnages
- Ikeda Masako : La narratrice (voix-off)

### Les Frères Noirs
Les Black Brothers (黒い兄弟, Kuroi kyōdai, litt. « Les Frères noirs ») est un groupe créé par Alfredo et Roméo durant un regroupement dans un sous-sol. Alfredo est désigné comme leader au tout début de la création du groupe, puis après la mort de celui-ci, Roméo en devient le nouveau. Ce sont les amis de Roméo et d'Alfredo.

#### Roméo(ロミオ,Romio?)
Voix japonaise : Ai Orikasa 
Appelé Giorgio dans le roman, Roméo est un jeune garçon qui se vend lui-même au dieu de la mort pour venir en aide à son père, victime d'une cécité qui doit pousser à aider un médecin. Il doit donc quitter son village natal, le village de Sonogno, entre la frontière suisse-italienne, pour partir à Milan pour travailler en tant que ramoneur pendant une année.

#### Alfredo Martini(アルフレド・マルティーニ,Arufuredo Marutīni?)
Voix japonaise : Akemi Okamura
Alfredo est un jeune garçon qui rencontre Roméo en chemin vers Milan. Il l'aide à sortir du mensonge du vol de pommes dans un village pas très loin de celui de Roméo. Ce que Roméo ne sait pas, c'est qu'il est recherché, car il est porté comme disparue avec sa sœur, Bianca. En réalité, Alfredo était un héritier qui vivait avec sa sœur et ses parents dans une riche demeure. Mais ses parents meurent à cause d'un incendie dans leur maison et le cousin d'Alfredo rejette la faute sur Alfredo et Bianca, qui sont neutres dans cette situation. Alfredo doit donc également subvenir aux besoins de sa sœur et se vend pour travailler, pour le dieu de la mort. Après s'être fait acheté par Citron, un vieil homme, il commence à être malade. Perte de connaissance, crachat de sang… Nikita, une membre du Wolf Pack, comprit alors qu'il a la tuberculose, la même maladie qu'à fait mourir le père du leader du Wolf Pack, Giovanni. Malheureusement, Alfredo mourra dans les bras de Roméo dans une église, mais pourra néanmoins bénéficier d'un cercueil et des funérailles, tout cela financé par l'aide de son groupe et de Roméo, les Black Brothers. 
Alfredo est l'un des seuls enfants dont on connaît le nom de famille. 

#### Bianca Martini(ビアンカ・マルティーニ,Bianka Marutīni?)
Voix japonaise : Toshiko Fujita
Bianca est la sœur d'Alfredo. Depuis son enfance, elle ne s'est jamais séparée d'Alfredo jusqu'au jour où Alfredo part à Milan avec le dieu de la mort, Luini. C'est là que son cousin et sa cousine la prend pour l'unique et seul but de retrouver Alfredo qui détient une médaille sacrée donnée par l'ancien roi d'Italie et transférée à Alfredo pour plus de sécurité.

#### Dante(ダンテ?)
Voix japonaise : Tsuruno Kyoko
Dante est un petit garçon originaire de Locarno, il a également été vendu par Luini pour devenir ramoneur. Dante est également un garçon drôle et courageux puisqu'il a organisé une évasion collective mais cela n'a pas réussi. Dante a également un grand cœur, c'est l'un des meilleurs amis de Roméo à Milan, il est également amoureux de Nikita depuis qu'il sait que c'est une fille. À la fin de l'histoire, il dit au revoir à Roméo et lui souhaite d'avoir une bonne vie et de se revoir très vite. 

#### Michaelo(ミカエル,Mikaeru?)
Voix japonaise : Hiromi Ishikawa
Michaelo est le plus jeune membre des Black Brother, il est très sensible ce qui lui vaut le surnom de Pleurnicheur, il est également très proche d'Antonio avec qui il entretient une relation fraternelle. À la fin de l'histoire lui et Antonio disent au revoir à leurs amis et rentrent dans leurs villes après avoir terminé leur contrat de ramoneurs.

#### Antonio(アントニオ?)
Voix japonaise : Urara Takano
Antonio est un jeune garçon envoyé à Milan pour devenir ramoneur, il rencontre Alfredo, Dante, Roméo et Michaelo à Locarno dans la taverne. Antonio avait un petit frère nommé Jusette qui a été envoyé à Milan pour devenir ramoneur mais il a été maltraité et n'a pas été nourri pendant un mois à la suite de cela, Jusette est mort. Antonio est également proche de Michaelo. À la fin de l'histoire, il a terminé son contrat de ramoneur, et il quitte Milan, lui et Michaelo disent au revoir à Roméo et à Dante.

#### Augusto(アウグスト,Augusuto?)
Voix japonaise : Kōsuke Okano
Un ami de Roméo et Alfredo, Augusto  est un jeune garçon sympathique,  joyeux, intelligent et courageux. Il a été sauvé par Alfredo d'une attaque des Wolf Pack. Depuis ce jour, il lui est reconnaissant. Il a participé à toutes les batailles des Black Brother, il a immédiatement accepté Bien ça dans la bande. À la fin de l'histoire, il fait partie de ceux qui n'ont pas encore terminé leurs contrats de ramoneurs il est resté à  Milan, lui Benaribo, et Enrico. Ils disent ensuite au revoir à Roméo et lui disent qu'ils ne l'oublieront jamais, ce à quoi Roméo répond qu'ils seront toujours amis.

#### Benaribo(ベナリーボ,Benarībo?)
Voix japonaise : Tetsuya Iwanaga
Benaribo également appelé iero dans la version originale. C'est un jeune garçon qui a également été vendu à Luini afin de devenir ramoneur, sa maison lui manque. Lui et Enrico ont rencontré Alfredo un soir alors qu'ils étaient affamés après avoir ramoné des cheminées, Alfredo les a nourris depuis ce jour-là, ils lui sont redevables. À la fin de l'histoire, Benaribo, Enrico et Augusto sont restés à Milan pour terminer leurs contrats de ramoneur. Ils disent au revoir à Roméo et ils lui disent qu'ils ne l'oublieront jamais. Au niveau de sa personnalité, c'est une personne enjouée et joyeuse en toute circonstance, il est un peu le clown de la bande, c'est aussi une personne généreuse qui tient à ses amis.

#### Bartolo(バルトロ,Barutoro?)
Voix japonaise : Megumi Tano
Bartolo est un jeune garçon assez timide et très sympathique, il a été vendu à Milan pour devenir ramoneur, mais une fois à Milan, il se fait racketter par Tachioni et Leo, grâce à la diversion de Roméo, il réussit à s'échapper,  il le remercie. À la fin de l'histoire, lui Paulino et Giuliano terminent leur contrat de ramoneur avant tous les autres. Ils rentrent chez eux et disent au revoir à tous leurs amis.

#### Giuliano(ジュリアーノ,Juriāno?)
Voix japonaise : Mizue Ōtsuka
Giuliano a été vendu par ses parents afin de devenir ramoneur à Milan. C'est une personne calme et intelligente, à la fin de l'histoire, il a terminé son contrat de ramoneurs avant tous les autres lui, Bartolo et Paulino quittent Milan rentrent chez eux et disent au revoir à leurs amis. 

#### Enrico(エンリコ,Enriko?)
Voix japonaise : Tomoko Maruo
Enrico  est un ramoneur de cheminée,  lui et Benaribo ont rencontré dans la rue Ceruba Loko à Milan, alors que Roméo cherchait Alfredo. Enrico et Benaribo lui racontent qu'Alfredo les a nourris un soir alors qu'ils étaient affamés après avoir ramoné des cheminées. Et il dit à Roméo <<Tu sais il n'y a pas un ramoneurs ici qui n'en doit pas une à Alfredo >>.

#### Paulino(パウリーノ,Paurīno?)
Voix japonaise : Megumi Tano
Un autre ramoneur. Il fait partie de ceux qui ont terminé leur contrat de ramoneurs avant tous les autres.

### La Meute des Loups
La Meute des Loups est un groupe dont le leader est Giovanni. Roméo fait connaissance pour la première fois du groupe quand il arrive à Milan, et connaîtra par la suite plusieurs ennuis avec le groupe et lui-même.
Ils se livrent à plusieurs actes de délinquance comme le racket, les vols, et le vandalisme. À la fin de l'histoire, ils se consacrent exclusivement à des activités honnêtes comme défendre les ramoneurs.

#### Giovanni(ジョバンニ,Joban'ni?)
Voix japonaise : Nobuyuki Hiyama
Giovanni est le chef de la meute de loups, malgré sa nature difficile, il est juste quand il s'agit de se battre. Cela a été démontré quand il a accepté la défaite des Wolf Pack, parce que Tachioni a essayé de tuer Roméo avec une lame alors que les armes étaient interdits. Il respecte Alfredo, il ne l'a pas combattu quand il a vu qu'il était malade. À la fin de l'histoire, il accepte de défendre les ramoneurs, et il fera un pacte avec les Black Brother stipulant qu'ils ne se battront plus jamais en l'honneur d'Alfredo et depuis ce jour-là, les Wolf Pack et les Black Brother sont devenus amis et ils défendent les enfants ramoneurs. On apprend dans l'épisode « Alfredo Forever » que le père de Giovanni est mort de la tuberculose comme Alfredo, un an avant le début de l'histoire 

#### Nikita(ニキータ,Nikīta?)
Voix japonaise : Aya Ishizu
Andréa dans la version italienne une fille s'habillant en garçon, elle a tenté de se rapprocher des Blacks Brother pour engendrer des disputes sans succès,  Alfredo a découvert que c'était une fille et il a dit à tous les Black Brother. Nikita est également amoureuse d'Alfredo, sa mort l'ayant attristé profondément, elle se mit une fleur sur la tête afin de respecter une dernière volonté d'Alfredo et elle a promis à Roméo de prendre soin de la tombe d'Alfredo.

#### Rinaldo(リナルド,Rinarudo?)
Voix japonaise : Shigeru Nakahara
Rinaldo est surnommé « le rouge » à cause de sa chevelure rousse, c'est un garçon intelligent, fort à la bagarre, il est le général de la bande des Wolf Pack, il est presque toujours souriant, de bonne humeur, à la fin de l'histoire, il accepte de défendre les ramoneurs et de faire la paix avec les Black Brother. 

#### Tachioni(タキオーニ,Takiōni?)
Voix japonaise : Shin'ichirō Ōta
Tachioni surnommé « le taureau » en raison de sa force impressionnante. Tachioni est un garçon violent, colérique, méchant et aimant se battre. Au début, il détestait Roméo au point d'essayer de le tuer lors d'un combat. Mais vers la fin de l'histoire il accepte de défendre les ramoneurs et il change totalement.

#### Leo(リオ?)
Voix japonaise : Tomoko Maruo
Léo, surnommé « le pou » à cause de son apparence,  c'est un petit garçon cruel, aimant racketter les jeunes ramoneurs avec Tachioni . À la fin, il accepte de défendre les spazzacamino.

#### Faustino(ファウスティーノ,Fausutīno?)
Voix japonaise : Kujira
Faustino fait partie des Wolf Pack, il est le troisième plus fort de la bande, mais malgré son appartenance au Wolf Pack, il n'a aucune antipathie envers les ramoneurs, il ne semble pas les détester, il est apte à faire la paix avec les Black Brother. À la fin de l'histoire, il accepte de défendre les ramoneurs.

### Gang des Scorpions

#### Arturo
Chef du Gang des Scorpions, il est petit de taille, il porte un bonnet rouge, il a les cheveux noirs et bouclé et il porte une écharpe verte. Il est plutôt émotif comme quand il a menacé Léo avec son couteau, ou comme quand il a frappé Tachioni car il n'a pas attaqué lors du combat à l'église San Babila Church, ironiquement c'est Léo qui vient le sauver. Arturo et sa bande font maintenant partie de la meute de loups.

#### Paolo
C'est le second d'Arturo, il semble un peu plus courageux que ce dernier comme on l'a vu lors du premier affrontement. Il est facilement reconnaissable car il est le seul membre du gang des scorpions. Il a également les cheveux roux, un pantalon brun et il porte une chemise bleu foncé.

#### Enzo
C'est le frère jumeau de Aldo, on peut le différencier de lui car il est brun alors que Aldo est roux. Au niveau de son caractère, il semble violent et cruel lors des combats mais il est moins arrogant depuis qu'il fait partie de la meute de loups.

#### Aldo
C'est le frère jumeau d'Enzo, on peut le différencier de lui car il a les cheveux noirs alors que Enzo a les cheveux roux. Au niveau de son caractère, il aime les bons combats mais il sous estime facilement ses adversaires cela change depuis qu'il fait partie du gang de Giovanni.
Claudio: c'est le membre le plus fort de la bande en raison de sa grande taille

### Autres personnages

#### Jessica(ジェシカ,Jeshika?)
Voix japonaise : Kayoko Fujī
La mère de Roméo.

#### Roberto(ロベルト,Roberuto?)
Voix japonaise : Ryūsuke Ōbayashi
Le père de Roméo.

#### Pietro et Carlo(カルロとピエトロ,Karuro to pietoro?)
Voix japonaise : Junko Shimakata, Kyōko Minami
Les frères jumeaux de Roméo.

#### Anita(アニタ?)
Voix japonaise : Sakura Tange
L'amie d'enfance de Roméo, elle est également amoureuse de lui, elle se met en colère quand Roméo quitte Sonogno pour devenir ramoneurs. À la fin de l'histoire, on ne sait pas si elle lui a pardonné ou pas.

#### Casella(カセラ,Kasera?)
Voix japonaise : Kinryū Arimoto
Un professeur d'université vivant à Milan, il est celui qui a éduqué Roméo en lui apprenant notamment à lire et à écrire. Il s'occupe de Bianca et des Black Brother.

#### Marcello Rossi(マルチェロ・ロッシ,Maruchero Rosshi?)
Voix japonaise : Masahiro Anzai
Le boss de Roméo.

#### Edda Rossi(エッダ・ロッシ,Edda Rosshi?)
Voix japonaise : Yasuko Hatori
La femme de Marcello.

#### Anzelmo Rossi(アンゼルモ・ロッシ,Anzerumo Rosshi?)
Voix japonaise : Tsutomu Kashiwakura
Le fils de Marcello et d'Edda, méchant, envieux, détestable, lâche et sournois. Il faisait partie des Wolf Pack, mais il n'a pas arrêté de leur mentir et de parler dans leur dos. Un jour, tous ses mensonges sont découverts et il se fait rosser méchamment par Tachioni. À la suite de cela, il a fait des tentatives de vengeance mais en vain. En dehors de ça, il semble ne pas avoir d'amis. À la fin de l'histoire, Roméo lui pardonne tout ce qu'il lui a fait.

#### Angeletta Montovani(アンジェレッタ・モントバーニ,Anjeretta Montobāni?)
Voix japonaise : Maria Kawamura
Appelée Nicoletta dans le roman est la fille adoptive de Marcello et d'Edda, en réalité, elle est la petite-fille de la comtesse Montovani. Elle s'est liée d'amitié avec Roméo et les Black Brothers. Elle est emmenée en France pour se faire soigner. Après cela, nous n'aurons plus aucune nouvelle d'elle.

#### Isabella Montovani(イザベラ・モントバーニ,Izabera Montobāni?)
Voix japonaise : Nana Yamaguchi
La comtesse qui a un lien de parenté avec Angeletta.

#### Pittorio Martini(ピットリオ・マルティーニ,Pittorio Marutīni?)
Voix japonaise : Kazuhiko Kishino
Le père d'Alfredo et Bianca.

#### Patricia Martini(パトリッツィア・マルティーニ,Patorittsia marutīni?)
Voix japonaise : Sanae Takagi
La mère d'Alfredo et Bianca.

#### Maurizio Martini(マウリッツィオ・マルティーニ,Maurittsio Marutīni?)
Voix japonaise : Kazuhiro Nakata
Le cousin d'Alfredo et Bianca.

#### Gurazeza Martini(グラゼーラ・マルティーニ,Gurazēra?)
Voix japonaise : Yōko Sōmi
La cousine d'Alfredo et Bianca.

#### Luini Antonio(アントニオ・ルイニ,Antonio Ruini?)
Voix japonaise : Tetsuo Komura
Il est surnommé « le dieu de la mort ».

#### Victor-Emmanuel II(イタリア国王,Itaria kokuō?)
Voix japonaise : Katsuhisa Hōki
Le premier roi d'Italie.

## Génériques

### Générique de début
- Sora e… (空へ・・・?)
  - Interprété par Hiroko Kasahara
  - Paroles de Alice Sato
  - Composé par Taku Iwasaki
  - Arrangements de Kei Wakakusa

### Générique de fin
- Si Si Ciao: Romana no oka de~ (Si Si Ciao ～ロマナの丘で～?)
  - Interprété par Hiroko Kasahara
  - Paroles de Alice Sato
  - Composé par Taku Iwasaki
  - Arrangements de Kei Wakakusa

## Produits dérivés (Japon)
- Bande originale japonaise de souvenirs - Romeo's Blue Skies (World Masterpiece Theater Memorial Sound Collection)[1]
- Bande originale japonaise - Romeo's Blue Skies Soundtrack Vol. 1[2], 2[3] et 3[4]